# One (Bob James)
One è l'albumo jazz di debutto del pianista, arrangiatore, compositore Bob James, pubblicato il 17 aprile 1974.
Fu un album importante, tra i primi di smooth jazz e famoso per la sua ultima traccia, Nautilus, spesso campionata nell'hip hop.
One entrò in classifica su Billboard, raggiungendo la seconda posizione nella "Billboard Top Jazz Albums".

## Tracce
Musiche di Bob James.
1. Valley Of The Shadows – 9:42 (musica: Bob James)
2. In The Garden – 3:06 (musica: Johann Pachelbel)
3. Soulero – 3:22 (musica: Bob James, Richard Evans)
4. Night on Bald Mountain – 5:51 (musica: Modest Petrovič Musorgskij)
5. Feel Like Making Love – 6:40 (musica: Gene McDaniels)
6. Nautilus – 5:08 (musica: Bob James)

## Crediti
- Bob James - Tastiere, Compositore, Arrangiatore
- Grover Washington Jr. - Sassofono soprano
- Idris Muhammad, Steve Gadd - Batteria
- Gary King - Basso
- Richie Resnicoff - Chitarra
- Eric Weissberg - Chitarra distorta
- Ralph MacDonald - Percussioni
- Dave Friedman - Vibraphone
- Hugh McCracken - Harmonica
- Jon Faddis, Thad Jones - Filicorno
- Alan Shulman, Anthony Sophos, Charles McCracken, George Ricci, Jesse Levy, Seymour Barab - Cello
- Alan Rubin, Jon Faddis, Lew Soloff, Marvin Stamm, Thad Jones, Victor Paz - Tromba
- Wayne Andre - Trombone
- Alan Raph, Jack Gale, Paul Faulise - Trombone basso
- George Marge, Romeo Penque - Flauto alto
- Charles Libove, David Nadien, Emanuel Green, Gene Orloff, Harold Kohon, Harry Lookofsky, Joe Malin, Max Ellen, Paul Gershman - Violino

## Classifiche
| Classifica (1974)         | Posizione |
| ------------------------- | --------- |
| Billboard Pop Albums      | 85        |
| Billboard Top Soul Albums | 48        |
| Billboard Top Jazz Albums | 2         |

### Singoli
| Anno | Singolo                 | Posizione |
| Anno | Singolo                 | US        |
| ---- | ----------------------- | --------- |
| 1974 | "Feel Like Makin' Love" | 88        |

## Sample & cover
Il brano Nautilus è stato usato come campionamento in numerosissimi altri brani: dai Ultramagnetic MCs in Ced-Gee (Delta Force One) nell'album Critical Beatdown del 1988 e per "Raise It Up" nell'album The Four Horsemen del 1993, Run–D.M.C. in "Beats To The Rhyme" nell'album Tougher Than Leather del 1988, Public Enemy in "Anti-Nigger Machine" nell'album Fear of a Black Planet del 1990, Eric B. & Rakim in  "Let The Rhythm Hit 'Em" nell'album Let the Rhythm Hit 'Em del 1990, EPMD in "Brothers On My Jock" nell'album Business as Usual del 1990, Main Source in  "Live at the Barbeque" nell'album Breaking Atoms del 1991, Kruder & Dorfmeister in "Original Bedroom Rockers" on the G-Stoned EP del 1993, Onyx in  "Throw Ya Gunz" nell'album Bacdafucup del 1993, Naughty by Nature in "Cruddy Clique" nell'album 19 Naughty III del 1993, Pete Rock & CL Smooth in "Sun Won't Come Out" nell'album The Main Ingredient del 1993, A Tribe Called Quest in "Clap Your Hands" nell'album Midnight Marauders del 1993, Jeru the Damaja in  "My Mind Spray" nell'album The Sun Rises in the East del 1994, Group Home in "Inna Citi Life" nell'album Livin' Proof del 1995, Ghostface Killah in  "Daytona 500" nell'album Ironman del 1996, Murs & 9th Wonder in "Murray's Revenge" nell'album Murray's Revenge del 2006.
I Main Source hanno campionato Feel Like Makin' Love per il brano Scratch & Kut nell'album Breaking Atoms del 1991.